# Rosa Cedrón
Rosa Cedrón est chanteuse et violoncelliste espagnole. De 1997 à 2005, elle est la voix du groupe de musique folk celtique galicien Luar na Lubre. Elle apparait dans l'album Tubular Bells III de Mike Oldfield.
En mars 2007, après s'être séparée du groupe Luar na Lubre, elle sort son premier album solo Entre dous mares.